# Caravaggio - La tavolozza e la spada
Caravaggio - La tavolozza e la spada è una graphic novel a colori scritta e disegnata da Milo Manara pubblicata nel 2015.
Il volume è il primo di una serie sulla vita del Caravaggio cui fa seguito Caravaggio - La grazia.

## Trama
Il primo volume racconta la storia del Caravaggio a partire dal suo arrivo a Roma e dalla sua ascesa come artista.
La storia avviene sullo sfondo della Roma di fine millecinquecento, in cui la vita è scandita dal gozzovigliare delle osterie e dalla prostituzione dell'Ortaccio, resi con grande realismo dai disegni di Manara che raccontano i personaggi, i luoghi, le vie e i palazzi della città. Su questo sfondo emerge la figura del Caravaggio che, con la geniale sfrontatezza che lo contraddistingueva, infondeva realismo alle sue opere ritraendo figure vere.
Il volume racconta la vita romana del pittore fino al duello con un protettore di prostitute ed alla obbligata fuga per evitare la condanna per omicidio.

## Ricezione critica
Il volume narra le vicende dei primi anni di Caravaggio durante la sua permanenza romana, divisa tra la bellezza dell'arte e la crudeltà della vita quotidiana. Nell'introduzione al volume, lo storico dell'arte ed esperto di Caravaggio Claudio Strinati asserisce che l'opera è "ineccepibile dal punto di vista scientifico", specificando che Milo Manara inventa un personaggio e una serie di eventi che risultano essere plausibili e che riflettono il Caravaggio storico. Notevole dal punto di vista grafico, il volume contiene una notevole rappresentazione della Roma seicentesca e riproduzioni ridisegnate a mano di capolavori del pittore come Il martirio di San Matteo, Giuditta e Oloferne o la Morte della Vergine. Il lato maledetto del pittore viene sottolineato nell'opera, sebbene alcuni studiosi come Maurizio Calvesi ne abbiano nel tempo ridimensionato questo aspetto, ma la trama rimane basata su episodi reali, collegati dall'immaginazione di Manara in maniera plausibile.

## Edizioni italiane
Il fumetto è stato pubblicato in volume nelle seguenti edizioni:
- Milo Manara, Caravaggio Vol. 1. La tavolozza e la spada, collana 9L, 1ª ed., Panini Comics, 6 maggio 2015. 64 pag. rilegato a colori[5].
- Milo Manara, Caravaggio Vol. 1. La tavolozza e la spada ARTIST EDITION, collana 9L, 1ª ed., Panini Comics, 6 maggio 2015. 80 pag. rilegato a colori con inserti e lavorazioni speciali[6].